# Federazione calcistica del Marocco
La Federazione calcistica del Marocco (in fra. Fédération Royale Marocaine de Football; in arabo الجامعة الملكية المغربية لكرة القدم, acronimato in FRMF) è l'ente che governa il calcio in Marocco.

Fondata nel 1955, si affiliò alla FIFA e alla CAF nel 1960. Ha sede nella capitale Rabat il campionato nazionale, la coppa nazionale e la nazionale del paese.